# Nils Berghamn
Nils „Nisse“ Berghamn (* 14. Januar 1933; † 20. Februar 2017) war ein schwedischer Fußballspieler und -trainer. 

## Werdegang
Nils Berghamn begann seine Karriere bei Örgryte IS. Für den seinerzeitigen Rekordmeister debütierte er im Alter von 16 Jahren in der zweiten Liga. 1951 stieg er mit dem Klub in die Drittklassigkeit ab, wo er bis 1955 reüssierte. Im Jahr des Wiederaufstiegs in die Zweitklassigkeit wechselte Berghamn zu Jonsereds IF in die vierte Liga. Dort zeichnete er sich als regelmäßiger Torschütze aus, bereits in seinem ersten Jahr erzielte er in 29 Partien 26 Saisontore. Damit war er einer der Garanten, dass der Verein in seinen ersten beiden Jahren in die zweite Liga durchmarschierte. In der Folge wechselte er zum Göteborger Erstligisten GAIS, mit dem er am Ende der Spielzeit 1959 in die zweite Liga abstieg. Anfang 1961 kehrte er zum mittlerweile wieder drittklassig spielenden Jonsereds IF zurück. Ab 1965 begann er beim Viertligisten Gerdskens BK als Spielertrainer seine Trainerlaufbahn.
1967 kehrte Berghamn als Trainer zu Jonsereds IF, anschließend ging er erneut zu Gerdskens BK. Nach einem erneuten Engagement bei Jonsereds IF zwischen 1971 und 1974, bei dem er sich als Förderer junger Talente wie Torbjörn Nilsson, Kjell Johansson und Thomas Modin einen Namen machte und den er von der vierten Liga bis zur – letztendlich erfolglos verlaufenden – Aufstiegsrunde zur zweiten Liga führte, warb ihn IFK Göteborg ab. Den seinerzeitigen Zweitligisten führte er 1976 zum Wiederaufstieg in die Allsvenskan, er ging aber anschließend zurück zum Zweitligisten Örgryte IS. 1981 bis 1985 war er noch bei Ytterby IS im Amateurbereich tätig.
Zwischen 1964 und 1967 hatte Berghamn im Rahmen der Trainerausbildung verschiedene Trainerlizenzen erworben, 1975 schloss er die zwischenzeitlich reformierte Trainerausbildung beim Svenska Fotbollförbundet mit der Examensarbeit ”Anfallsvapen – mot förstärkt försvar” ab. 1973 hatte Berghamn ein Angebot des Landesverbandes vorliegen, die Zuständigkeit für die Ausbildung und die schwedische U-21-Nationalmannschaft zu übernehmen. Einen Wechsel nach Stockholm lehnte er jedoch ab.